# Bellsche Zahl
Die Bellsche Zahl, Bellzahl oder Exponentialzahl {\displaystyle B_{n}} ist die Anzahl der Partitionen einer {\displaystyle n}-elementigen Menge. Benannt ist sie nach dem Mathematiker Eric Temple Bell. Die Folge {\displaystyle B_{0},B_{1},B_{2},B_{3},\ldots } beginnt mit
{\displaystyle 1,1,2,5,15,52,203,877,4140,21147,115975,678570,\ldots } (Folge A000110 in OEIS)

## Bedeutung

### Partitionen
Eine Partition {\displaystyle P} einer Menge {\displaystyle M} ist eine Menge nichtleerer, paarweise disjunkter Teilmengen von {\displaystyle M}, sodass jedes Element aus {\displaystyle M} in genau einer Menge aus {\displaystyle P} vorkommt. Für alle natürlichen Zahlen einschließlich der Null {\displaystyle n\in \mathbb {N} _{0}} bezeichnet nun die Bellsche Zahl {\displaystyle B_{n}} die Anzahl {\displaystyle \left|Q\right|} der möglichen verschiedenen Partitionen einer Menge mit der Mächtigkeit {\displaystyle n}, wobei {\displaystyle Q} die Menge aller möglichen Partitionen darstellt. Formal:
{\displaystyle \left|M\right|=n}
{\displaystyle \forall P\in Q:\bigcup _{a\in P}a=M}
{\displaystyle \forall P\in Q:\forall a\in P:a\neq \emptyset }
{\displaystyle \forall P\in Q:\forall a,b\in P:(a\neq b\Longrightarrow a\cap b=\emptyset )}
{\displaystyle B_{n}:=\left|Q\right|}
Die Bellsche Zahl mit dem Index 0, {\displaystyle B_{0}}, – also die Anzahl der Partitionen der leeren Menge {\displaystyle \emptyset } – ist 1, weil die einzige Partition der leeren Menge wieder die leere Menge selbst ist, {\displaystyle Q(\emptyset )=\{P_{1}\}=\{\emptyset \}}. Dies ist so, weil alle Aussagen mit dem Allquantor über die Elemente der leeren Menge wahr sind (siehe leere Menge).

### Multiplikative Partitionen
Sei {\displaystyle N} eine quadratfreie Zahl, {\displaystyle \omega :\mathbb {N} \rightarrow \mathbb {N} } die Funktion zur Bestimmung der Anzahl der einzigartigen Primfaktoren und {\displaystyle n=\omega (N)}.
Dann ist {\displaystyle B_{n}} die Anzahl der unterschiedlichen multiplikativen Partitionen von {\displaystyle N}.
Sei zum Beispiel {\displaystyle N=30}, so ist {\displaystyle n=\omega (30)=3} (da 30 aus den drei Primfaktoren 2, 3 und 5 besteht) und {\displaystyle B_{3}=5} ist damit die Anzahl der multiplikativen Partitionen. Diese lauten:
{\displaystyle 30=2\times 15=3\times 10=5\times 6=2\times 3\times 5}

## Eigenschaften

### Definition
Für die Bellschen Zahlen gilt diese Rekursionsformel:
{\displaystyle B_{n+1}=\sum _{k=0}^{n}{{n \choose k}B_{k}}}
Die Dobińskische Formel (Dobiński 1877)
{\displaystyle B_{n}={\frac {1}{e}}\sum _{k=0}^{\infty }{\frac {k^{n}}{k!}}}
erlaubt die explizite Definition der Bellschen Zahlen für alle n ≥ 0. Sie wurde nach dem polnischen Mathematiker Donald Gabriel Dobiński benannt.
Ihre Äquivalenz zur obigen Rekursionsformel lässt sich durch vollständige Induktion beweisen:
Sei
{\displaystyle f(n)={\frac {1}{e}}\sum _{k=0}^{\infty }{\frac {k^{n}}{k!}}} .
Dann gilt:
{\displaystyle f(0)={\frac {1}{e}}\sum _{k=0}^{\infty }{\frac {1}{k!}}=1}
sowie für n ≥ 0:
{\displaystyle f(n+1)={\frac {1}{e}}\sum _{k=0}^{\infty }{\frac {k^{n+1}}{k!}}={\frac {1}{e}}\sum _{k=1}^{\infty }{\frac {k^{n+1}}{k!}}={\frac {1}{e}}\sum _{k=0}^{\infty }{\frac {(k+1)^{n+1}}{(k+1)!}}={\frac {1}{e}}\sum _{k=0}^{\infty }{\frac {(k+1)^{n}}{k!}}=}
{\displaystyle ={\frac {1}{e}}\sum _{k=0}^{\infty }{\frac {1}{k!}}\sum _{m=0}^{n}{\binom {n}{m}}k^{m}=\sum _{m=0}^{n}{\binom {n}{m}}{\frac {1}{e}}\sum _{k=0}^{\infty }{\frac {k^{m}}{k!}}=\sum _{m=0}^{n}{\binom {n}{m}}f(m)}
Aus
{\displaystyle f(0)=1}     und
{\displaystyle \forall n\in \mathbb {N} _{0}:f(n+1)=\sum _{m=0}^{n}{\binom {n}{m}}f(m)}
folgt schließlich:
{\displaystyle \forall n\in \mathbb {N} _{0}:f(n)=B_{n}}
Somit ist {\displaystyle B_{n}} auch das  {\displaystyle n}-te Moment einer Poisson-Verteilung mit Erwartungswert 1.

### Erzeugende Funktionen
Die erzeugende Funktion der Bellzahlen ist wie folgt darstellbar:
{\displaystyle \sum _{n=0}^{\infty }B_{n}\,x^{n}={\frac {1}{e}}\sum _{k=0}^{\infty }{\frac {1}{k!\,(1-kx)}}}
Die exponentiell erzeugende Funktion lautet:
{\displaystyle \sum _{n=0}^{\infty }{\frac {B_{n}}{n!}}\,x^{n}=e^{e^{x}-1}}
Dies folgt aus der genannten Dobiński-Formel:
{\displaystyle \sum _{n=0}^{\infty }{\frac {B_{n}}{n!}}x^{n}=\sum _{n=0}^{\infty }{\frac {1}{n!}}{\biggl [}{\frac {1}{e}}\sum _{k=0}^{\infty }{\frac {k^{n}}{k!}}{\biggr ]}x^{n}={\frac {1}{e}}\sum _{n=0}^{\infty }\sum _{k=0}^{\infty }{\frac {k^{n}}{k!n!}}x^{n}={\frac {1}{e}}\sum _{k=0}^{\infty }\sum _{n=0}^{\infty }{\frac {k^{n}}{k!n!}}x^{n}={\frac {1}{e}}\sum _{k=0}^{\infty }{\frac {1}{k!}}\sum _{n=0}^{\infty }{\frac {(kx)^{n}}{n!}}=}
{\displaystyle ={\frac {1}{e}}\sum _{k=0}^{\infty }{\frac {1}{k!}}\exp(kx)={\frac {1}{e}}\sum _{k=0}^{\infty }{\frac {1}{k!}}\exp(x)^{k}={\frac {1}{e}}\exp[\exp(x)]=\exp[\exp(x)-1]}

### Kongruenzsätze
Die Bellschen Zahlen genügen der Kongruenz (Touchard 1933)
{\displaystyle B_{p^{k}+n}\equiv k\,B_{n}+B_{n+1}\ ({\text{mod }}p)}
für natürliche Zahlen {\displaystyle k} und Primzahlen {\displaystyle p}, insbesondere {\displaystyle B_{p^{k}}\equiv k+1\ ({\text{mod }}p)} und {\displaystyle B_{p}\equiv 2\ ({\text{mod }}p)} und, nach Iteration,
{\displaystyle B_{1+p+\ldots +p^{p-1}+n}\equiv B_{n}\ ({\text{mod }}p).}
Es wird vermutet, dass {\displaystyle 1+p+\dots +p^{p-1}} die kleinste Periode von {\displaystyle B_{n}\ ({\text{mod }}p)} ist. Für Primzahlen {\displaystyle p>2} ist
{\displaystyle B_{p^{k+1}n}\equiv B_{p^{k}n+1}\ ({\text{mod }}p^{k+1}),}
für {\displaystyle p=2} gilt die Kongruenz {\displaystyle ({\text{mod }}p^{k})}.
Da die Stirling-Zahl {\displaystyle S(n,k)} zweiter Art die Anzahl der {\displaystyle k}-Partitionen einer {\displaystyle n}-elementigen Menge ist, gilt
{\displaystyle B_{n}=\sum _{k=0}^{n}S(n,k).}

## Asymptotik
Für die Bellzahlen sind verschiedene asymptotische Formeln bekannt, etwa
{\displaystyle B_{n}\sim n^{-1/2}\ {\bigl (}\lambda (n){\bigr )}^{n+1/2}\ e^{\lambda (n)-n-1}}     mit     {\displaystyle \lambda (n)=e^{W(n)}={\frac {n}{W(n)}}}
mit der Lambert-W-Funktion {\displaystyle W}.

## Bellsches Dreieck
Die Bellschen Zahlen lassen sich intuitiv durch das Bellsche Dreieck erzeugen, welches – wie das Pascalsche Dreieck – aus natürlichen Zahlen besteht und pro Zeile ein Element bzw. eine Spalte mehr besitzt. Das Bellsche Dreieck wird gelegentlich auch Aitkens array (nach Alexander Aitken) oder Peirce-Dreieck (nach Charles Sanders Peirce) genannt.
Es wird nach den folgenden Regeln konstruiert:
1. Die erste Zeile hat nur ein Element: Die Eins: {\displaystyle \ x_{1,1}=1\ }.
2. Jede folgende Zeile hat jeweils ein Element mehr als die vorherige Zeile, d. h. die {\displaystyle n}-te Zeile hat {\displaystyle n} Elemente.
3. Das jeweils erste Element jeder Zeile hat den gleichen Wert wie das letzte Element der vorherigen Zeile: {\displaystyle \ x_{k+1,1}=x_{k,k}\ }.
4. Das {\displaystyle k}-te Elemente der n. Zeile (für {\displaystyle 1<k\leq n}) ist gleich der Summe des links stehenden {\displaystyle (k-1)}-ten Elements derselben Zeile und des {\displaystyle (k-1)}-ten Elements der vorherigen Zeile (also jene mit der Nummer {\displaystyle n-1}): {\displaystyle \ x_{k,n}=x_{k,n-1}+x_{k-1,n-1}\ }.
5. {\displaystyle B_{n}} ist nun das {\displaystyle n}-te Element aus der {\displaystyle n}-ten Zeile {\displaystyle {\underline {x_{n,n}}}} (bzw. das erste Element aus der {\displaystyle n+1}-ten Zeile {\displaystyle x_{n+1,1}}).

Die ersten sechs Zeilen, erzeugt nach diesen Regeln, sehen wie folgt aus:
| 1   |     |     |     |     |     |
| 1   | 2   |     |     |     |     |
| 2   | 3   | 5   |     |     |     |
| 5   | 7   | 10  | 15  |     |     |
| 15  | 20  | 27  | 37  | 52  |     |
| 052 | 067 | 087 | 114 | 151 | 203 |
| 203 | …   |     |     |     |     |
Wegen des dritten Schritts sind die Bellschen Zahlen sowohl auf der linken als auch auf der rechten Kante des Dreiecks zu sehen, lediglich mit dem Unterschied, dass in der {\displaystyle n}-ten Zeile links die Zahl {\displaystyle B_{n-1}} und rechts die Zahl {\displaystyle B_{n}} steht.

## Bellsche Primzahlen
Im Jahre 1978 formulierte Martin Gardner die Frage, ob unendlich viele Bellsche Zahlen auch Primzahlen sind. Die ersten Bellschen Primzahlen sind:
| {\displaystyle n} (Folge A051130 in OEIS) | {\displaystyle B_{n}} (Folge A051131 in OEIS)          |
| ----------------------------------------- | ------------------------------------------------------ |
| 2                                         | 2                                                      |
| 3                                         | 5                                                      |
| 7                                         | 877                                                    |
| 13                                        | 27644437                                               |
| 42                                        | 35742549198872617291353508656626642567                 |
| 55                                        | 359334085968622831041960188598043661065388726959079837 |

Die nächste Bellsche Primzahl ist {\displaystyle B_{2841}}, die etwa {\displaystyle 9{,}30740105\times 10^{6538}} beträgt. Sie ist auch die aktuell größte bekannte Bellsche Primzahl (Stand: 5. August 2018). Im Jahre 2002 zeigte Phil Carmody zunächst, dass es sich bei dieser Zahl wahrscheinlich um eine Primzahl (eine sogenannte PRP-Zahl) handelt, sie also entweder tatsächlich eine echte Primzahl oder eine Pseudoprimzahl ist. Nach einer 17-monatigen Berechnung mit Marcel Martins Programm „Primo“, welches mit einem Verfahren mit elliptischen Kurven arbeitet, bewies Ignacio Larrosa Cañestro schließlich im Jahre 2004, dass es sich bei {\displaystyle B_{2841}} um eine Primzahl handelt. Gleichzeitig schloss er weitere Bellsche Primzahlen bis zu einer Grenze von {\displaystyle B_{6000}} aus, welche später von Eric Weisstein auf {\displaystyle B_{30447}} angehoben wurde.